# Шаровница волосоцветковая
Шаровница волосоцветковая, или Глобулярия волосоцветковая, или Шаровница обыкновенная (лат. Globularia trichosantha) — вид вечнозеленых ползучих травянистых растений из рода Глобулярия (Globularia) семейства Подорожниковые (Plantaginaceae).

## История
Родом из центральной и южной Европы.

## Биологическое описание
Разрастается куртинами, является реликтовым видом.
Цветоносные стебли 15—25 см.
Прикорневые листья собраны в густую розетку, сидячие, с черешками 1,5—3 см.
Характерны кожистые простые острозубчатые листья и крошечные двугубые голубые, лавандовые, синие цветки, собранные в густые головчатые соцветия. Цветки синие, мелкие. Соцветия головчатые, без аромата, хорошо гармонируют с блестящими тёмными листьями. Цветет в июне-июле. Растение сохраняет свою декоративность на протяжении всего сезона, так как зеленая листва остается в цвете до глубоких морозов. Разрастается куртинами, является реликтовым видом. Глобулярии отдают предпочтение каменистому субстрату с хорошим дренажем и низкой щелочной средой. Растение необходимо высаживать на открытых солнечных участках, таких, как склоны, насыпи и каменные горки. Для пушистых цветов глобулярии необходимо пространство для сияния в открытом, теплом месте. Глобулярия любит расти на открытых хорошо освещённых участках, не боится прямых солнечных лучей и высоких летних температур. Все виды считаются морозо-устойчивыми, за исключением глобулярии точечной, требующей дополнительного укрытия на зиму. Также это и засухоустойчивые растения. Полив должен быть нечастым и умеренным, нельзя допускать переувлажнения и застоя воды.Большинство видов глобулярии произрастают в горной местности, на каменистых склонах, осыпях, поэтому и в культуре предпочитают достаточно рыхлые слабощелочные почвы. Большинство видов глобулярии произрастают в горной местности, на каменистых склонах, осыпях, поэтому и в культуре предпочитают достаточно рыхлые слабощелочные почвы. Создать подходящую среду в искусственных условиях можно путём добавления в грунт крупного речного песка или гальки мелкой фракции, а также доломитовой муки. Шаровница является прекрасным украшением альпийских горок, но хороша также на клумбах, в больших вазонах и даже маленьких горшках. Для воплощения разных декоративных идей её можно использовать как в одиночных посадках, так и в сочетании с другими красивоцветущими или почвопокровными растениями. При выращивании глобулярии в горшечной культуре подбирают широкую, но неглубокую ёмкость, дно которой засыпают дренажным материалом

## Распространение и экология
Произрастает в Болгарии, Крыму, Сирии, Турции, на Кавказе. На территории России встречается в предгорьях Кавказа.
Скальное растение.

## Охранный статус
Уязвимый вид. Занесён в Красную книгу России. Вымирает в связи с хозяйственным освоением территорий в местах своего произрастания.